# Chantal Compaoré
Chantal Compaoré (nata Chantal Terrasson de Fougères; Dabou, ...) è una politica ivoriana naturalizzata burkinabé.
Nipote del fondatore e presidente della Costa d'Avorio Félix Houphouët-Boigny, dal 1985 è la moglie dell'ex presidente del Burkina Faso Blaise Compaoré. Compaoré è conosciuta per la sua attività filantropiche sia in Burkina che in Africa, che ha iniziato da quando è diventata first lady, nel 1987. L'ambito principale in cui opera è l'assistenza a donne e bambini e la lotta contro l'AIDS.